# Giovanni Franceschi
Giovanni Franceschi, soprannominato Long John (Milano, 25 aprile 1963), è un ex nuotatore italiano di livello internazionale.
Specialista dei misti, è stato il primo nuotatore italiano a salire sul podio in una competizione a livello maschile assoluto (Giochi olimpici o Campionati del mondo) a livello individuale, conquistando la medaglia di bronzo nei 200 misti ai Mondiali 1982 disputati a Guayaquil. Ha inoltre conquistato il titolo europeo nell'edizione di Roma 1983 in entrambe le distanze dei misti, stabilendo in entrambe le occasioni il record europeo. Da notare che queste vittorie giunsero 25 anni dopo l’ultima medaglia continentale vinta da un nuotatore azzurro, e si può pertanto affermare che con lui si aprì quel ciclo di vittorie che da allora caratterizza il nuoto tricolore.

## Biografia
Giovanni Franceschi dal 1995 è Team Leader di un progetto di PremiumSwimCamp volti a perfezionare la tecnica di nuotata/partenza/virata/azione subacquea denominato NUOTOPIU’ e che si indirizza dal principiante all’agonista evoluto.

## Palmarès
nota: RE = record europeo
| Giochi olimpici              | 200 m misti            | 400 m misti               | 4 x 200 m st. libero           | 4 x 100 m mista |
| 1980 Mosca Unione Sovietica  | ---                    | elim. in batteria 4'33"66 | ---                            | ---             |
| 1984 Los Angeles Stati Uniti | 3º in finale B 2'06"10 | 8º 4'26"05                | ---                            | ---             |
| Campionati del mondo         | 200 m misti            | 400 m misti               | 4 x 200 m st. libero           | 4 x 100 m mista |
| 1982 Guayaquil Ecuador       | Bronzo 2'04"65         | 4º 4'24"89                | ---                            | ---             |
| 1986 Madrid Spagna           | ---                    | ---                       | 8º - 7'33"44 frazione: 1'52"75 | ---             |
| Campionati europei           | 200 m misti            | 400 m misti               | 4 x 200 m st. libero           | 4 x 100 m mista |
| 1981 Spalato Jugoslavia      | Argento 2'04"97        | Bronzo 4'24"82            | ---                            | ---             |
| 1983 Roma Italia             | Oro 2'02"48 - RE       | Oro 4'20"41 - RE          | Bronzo: 7'26"01 :              | 7º - 3'50"20 :  |
| 1985 Sofia Bulgaria          | 4º 2'04"55             | 7º 4'30"17                | ---                            | ---             |
| 1987 Strasburgo Francia      | ---                    | ---                       | ---                            | 4º - 3'46"63 :  |
| Giochi del Mediterraneo      | 200 m misti            | 400 m misti               | 4 x 200 m st. libero           | 4 x 100 m mista |
| 1979 Spalato Jugoslavia      | ---                    | Argento 4'40"98           | ---                            | ---             |
| 1983 Casablanca Marocco      | ---                    | Oro 4'27"30               | Oro: 7'34"48 :                 | ---             |
| Europei giovanili            | 200 m misti            | ---                       | 100 m farfalla                 | ---             |
| 1978 Firenze Italia          | Oro 2'12"56            | ---                       | Bronzo 59"55                   | ---             |

### Campionati italiani
39 titoli individuali e 17 in staffette, così ripartiti:
- 6 nei 50 m stile libero
- 1 nei 100 m stile libero
- 1 nei 200 m stile libero
- 1 nei 400 m stile libero
- 4 nei 100 m dorso
- 1 nei 200 m dorso
- 1 nei 100 m farfalla
- 12 nei 200 m misti
- 12 nei 400 m misti
- 4 nella 4 x 100 m sl
- 5 nella 4 x 200 m sl
- 8 nella 4 x 100 m mista

| Anno | Edizione    | 50 m st. libero | 100 m st. libero | 200 m st. libero | 400 m st. libero | 4X100 m st. libero | 4X200 m st. libero | 100 m dorso | 200 m dorso | 100 m farfalla | 200 m misti | 400 m misti | 4X100 m mista |
| ---- | ----------- | --------------- | ---------------- | ---------------- | ---------------- | ------------------ | ------------------ | ----------- | ----------- | -------------- | ----------- | ----------- | ------------- |
| 1978 | Estivi      | -               | -                | -                | -                | -                  | -                  | -           | -           | -              | -           | 1           | -             |
| 1979 | Estivi      | -               | -                | -                | -                | -                  | -                  | -           | -           | -              | -           | 1           | -             |
| 1980 | Primaverili | -               | -                | -                | -                | -                  | -                  | -           | -           | -              | 1           | 1           | -             |
| 1981 | Primaverili | -               | -                | -                | -                | -                  | -                  | 1           | -           | -              | 1           | 1           | -             |
| 1981 | Estivi      | -               | -                | -                | -                | -                  | 1                  | 1           | 1           | -              | 1           | 1           | -             |
| 1982 | Primaverili | -               | -                | -                | -                | -                  | -                  | 1           | -           | -              | 1           | 1           | 1             |
| 1982 | Estivi      | -               | -                | -                | -                | -                  | -                  | -           | -           | -              | 1           | 1           | -             |
| 1983 | Primaverili | -               | -                | -                | -                | 1                  | 1                  | -           | -           | -              | 1           | 1           | 1             |
| 1983 | Estivi      | -               | -                | -                | 1                | 1                  | 1                  | 1           | -           | -              | 1           | 1           | -             |
| 1984 | Primaverili | -               | -                | -                | -                | 1                  | 1                  | -           | -           | -              | 1           | 1           | 1             |
| 1984 | Estivi      | -               | -                | -                | -                | 1                  | 1                  | -           | -           | -              | -           | 1           | -             |
| 1985 | Primaverili | -               | -                | -                | -                | -                  | -                  | -           | -           | -              | 1           | 1           | 1             |
| 1985 | Estivi      | -               | -                | -                | -                | -                  | -                  | -           | -           | -              | 1           | -           | 1             |
| 1986 | Primaverili | 1               | 1                | 1                | -                | -                  | -                  | -           | -           | -              | -           | -           | 1             |
| 1986 | Estivi      | 1               | -                | -                | -                | -                  | -                  | -           | -           | -              | 1           | -           | 1             |
| 1987 | Primaverili | 1               | -                | -                | -                | -                  | -                  | -           | -           | 1              | 1           | -           | -             |
| 1987 | Estivi      | 1               | -                | -                | -                | -                  | -                  | -           | -           | -              | -           | -           | 1             |
| 1988 | Primaverili | 1               | -                | -                | -                | -                  | -                  | -           | -           | -              | -           | -           | -             |
| 1988 | Estivi      | 1               | -                | -                | -                | -                  | -                  | -           | -           | -              | -           | -           | -             |

## Record
Nel 1999 cade il suo ultimo record italiano, quello dei 200 misti stabilito agli Europei 1983, ad opera di Massimiliano Rosolino che nel 2000, alle Olimpiadi di Sydney, lo portò a 1'58"98 vincendo l'oro davanti all'americano Tom Dolan.

## Curiosità
Anche il fratello Raffaele Franceschi è stato un nuotatore di livello internazionale: ha conquistato il quinto posto nei 100 stile libero alle Olimpiadi di Mosca, nel 1980.